# Lysá nad Labem
Lysá Nad Labem (német nyelven Lissa an der Elbe) egy közel kilencezer lakosú város a Közép-csehországi kerület Nymburki járásában.

## Fekvése
Nymburktól 14 km-re nyugatra fekvő település.

## Története
Lysá Nad Labem nevét a Kosma Krónika említette először.  A 13. században vár épült itt, és ekkor a Luxemburgi cseh királynők birtoka volt. Kolostorában ekkoriban 5 szerzetes élt.
Várát a 15–16. században kastéllyá építették át. 1548-ban I. Ferdinánd vásárolta meg a birtokot, és kastélyát vadászkastéllyá alakította át, a település ekkortájt kapott királyi kiváltságokat is.
A harmincéves háború alatt a település is sokat szenvedett, templomát is reformátussá alakították át.
1910. augusztus 7-én az itteni katonai edzőpályáról (Rajčůru ma lóversenypálya) szállt fel Jan Kašpar, az első cseh pilóta.
A kastély tulajdonosának Rudolf Ferdinand Kinskynek 1930-ban bekövetkezett halála után családja Ausztriába költözött, a kastélyt később átalakították, ma idősek otthona működik benne.

## Nevezetességek
- Kolostor
- Evangélikus temploma
- Múzeum

## Itt születtek, itt éltek
- Matthias Bernhard Braun – osztrák szobrász és fafaragó
- Bedřich Hrozný (Lysá Nad Labem, 1879. 06. 05 – Prága, 1952 december 12) – Cseh nyelvész, orientalista, aki megfejtette a hettita írást, és lefektette a hettitológia alapjait.
- Rudolf Jedlička (Lysá nad Labem, 1869. február 20. – Nový Svět (Harrachov), 1926 október 26) – Cseh orvos és alapítója a független cseh radiológiának.
- Růžena Merunková (Lysá nad Labem, 1940. március 21) – Cseh színésznő
- František Otruba (Nevratice, 1859. január 4. – Lysá nad Labem, 1945. augusztus 8.) – Cseh tanár, a város tiszteletbeli polgára
- Viktorin Šulc (1870–1946) – építész, festő

## Népesség
A település népessége az elmúlt években az alábbi módon változott:
| Lakosok száma | 4177 | 4663 | 5977 | 7907 | 9113 | 8208 | 9460 | 9717 | 9732 | 10 062 |
|               | 1869 | 1890 | 1921 | 1950 | 1980 | 2001 | 2017 | 2019 | 2022 | 2024   |

## Galéria

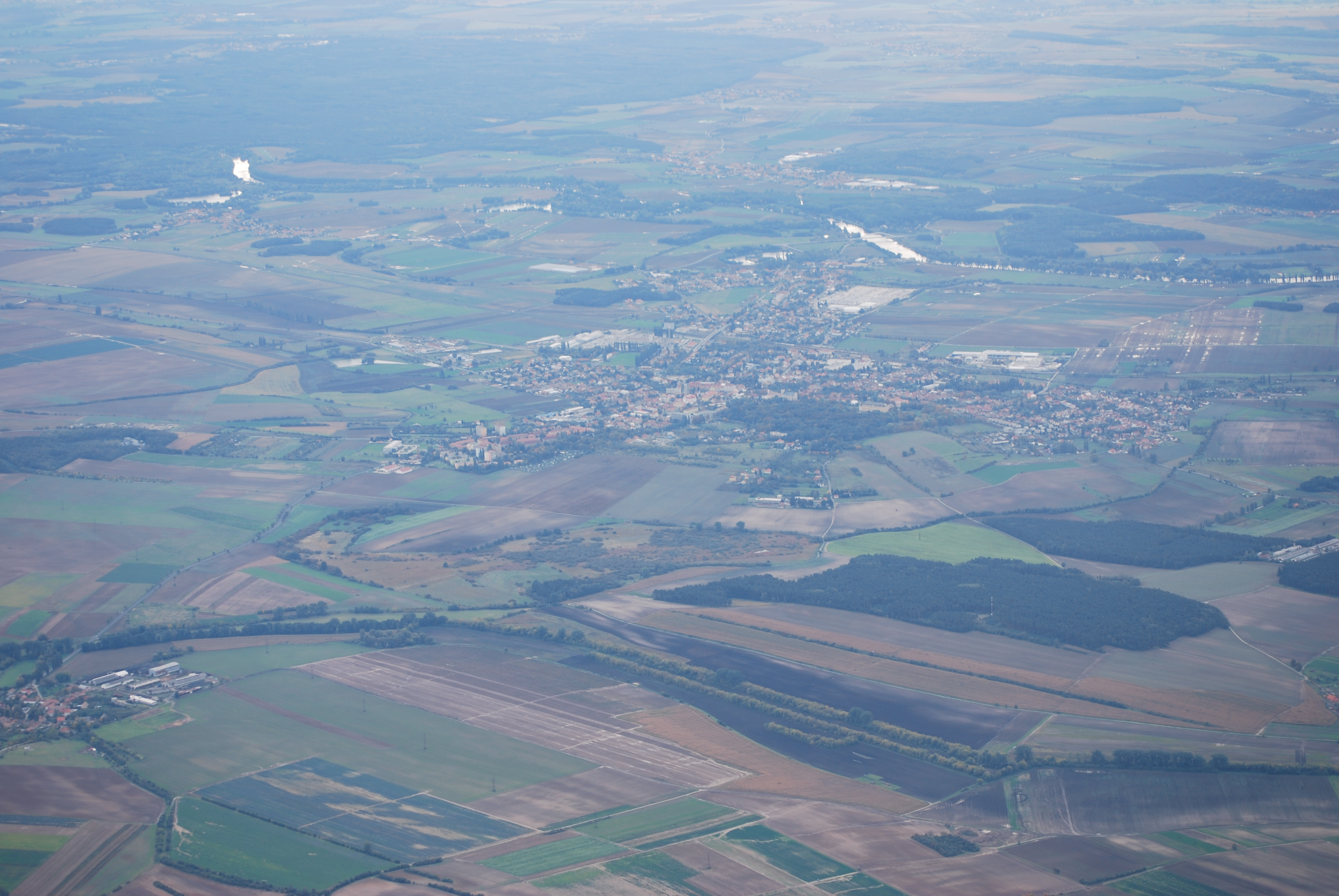
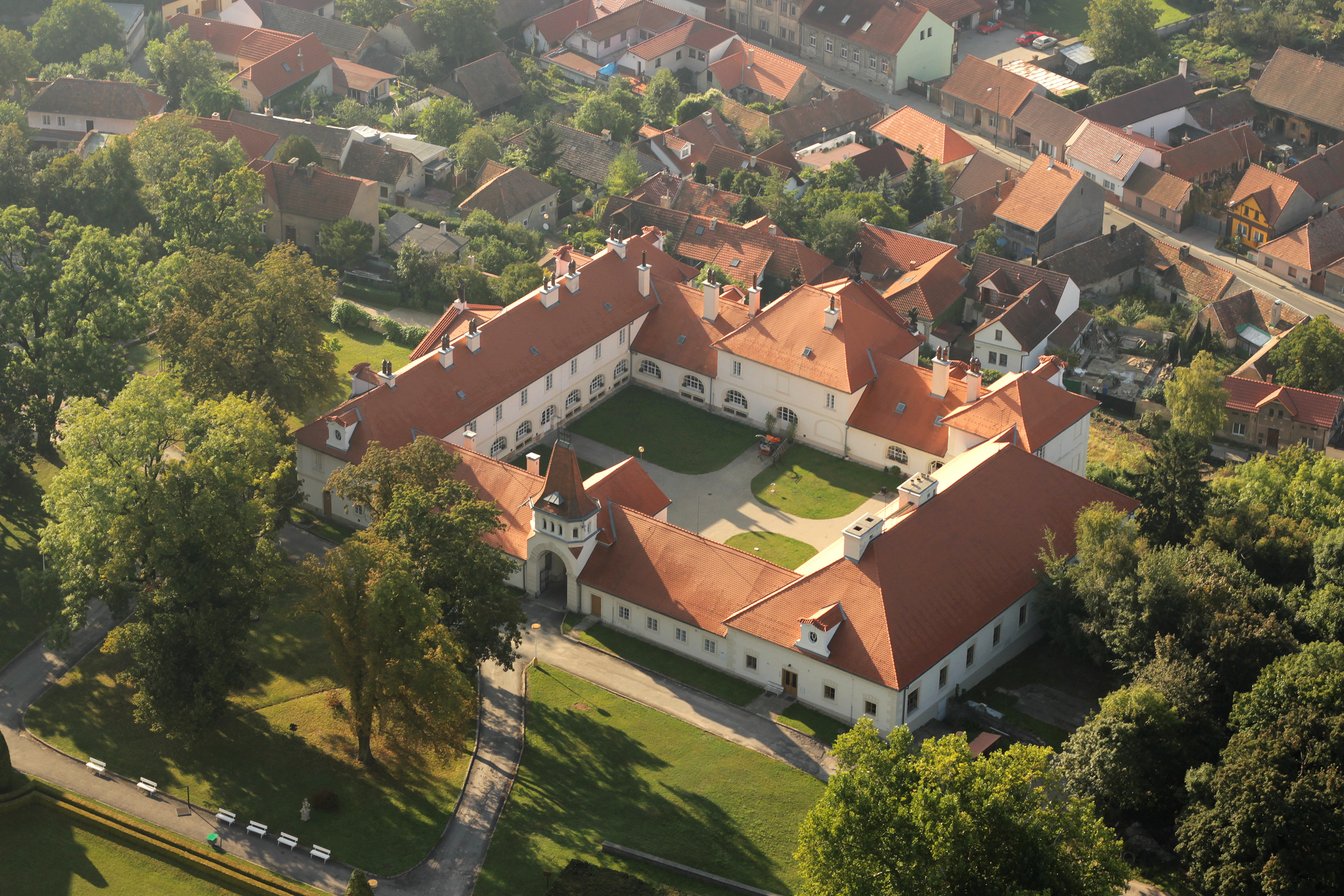
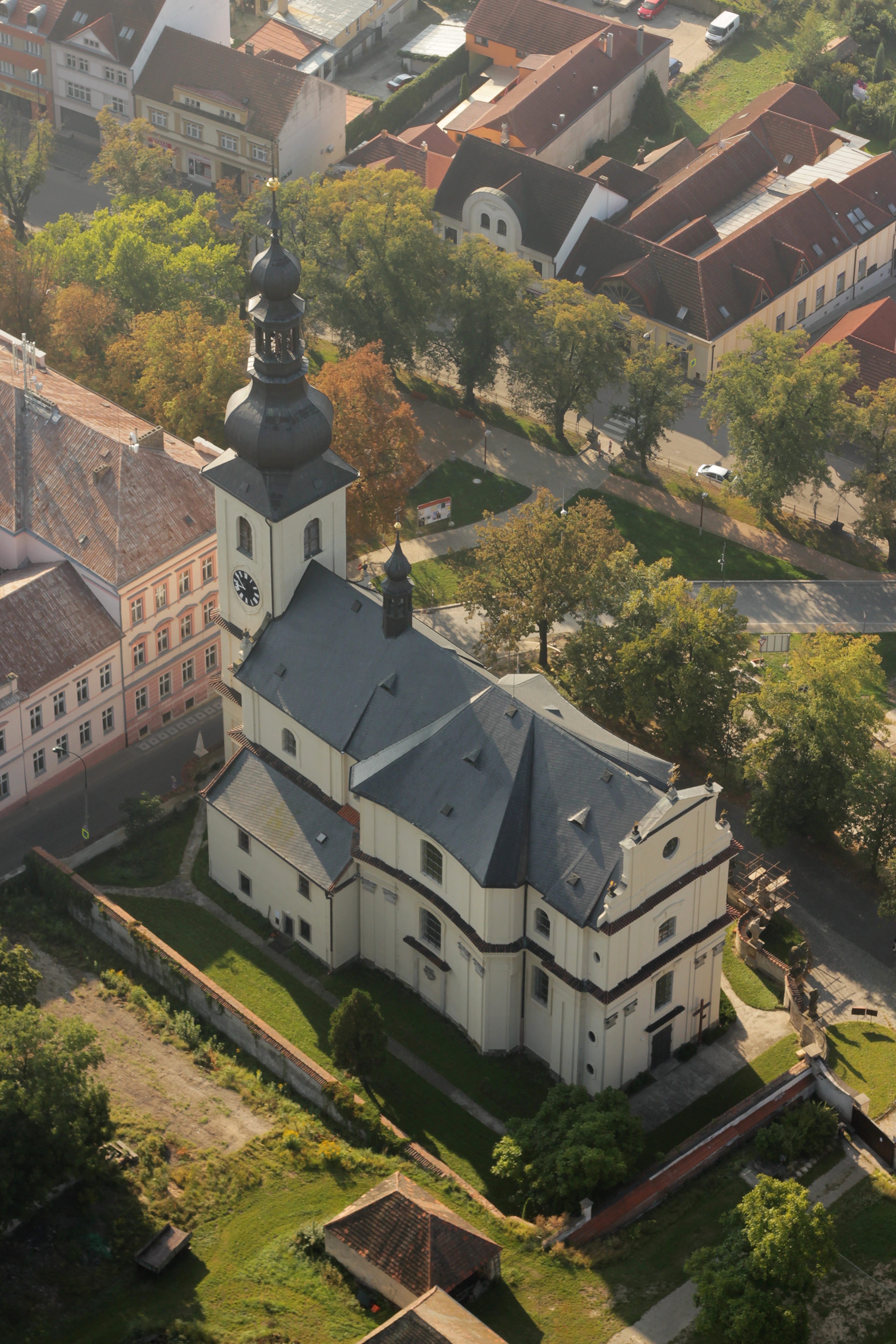
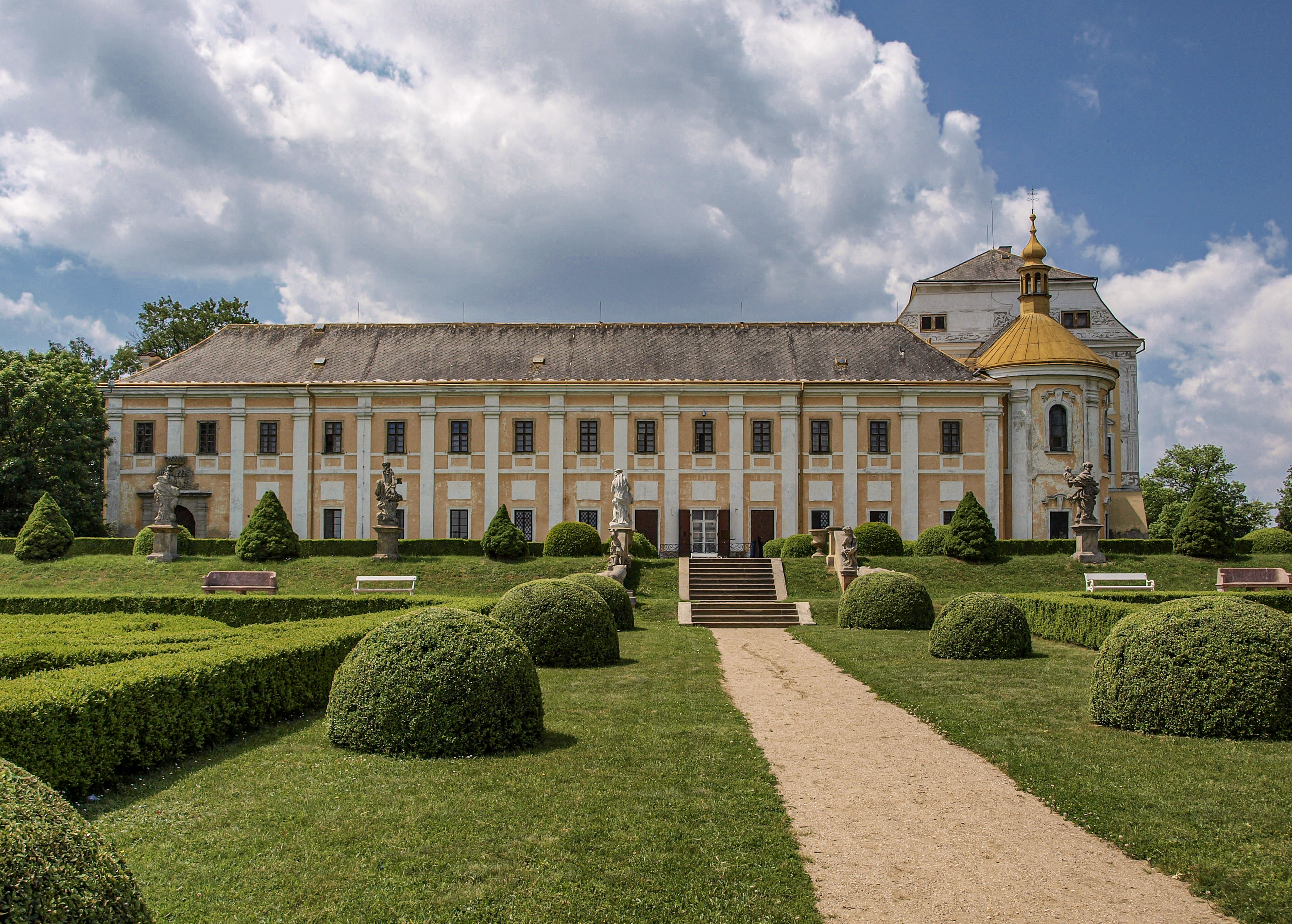
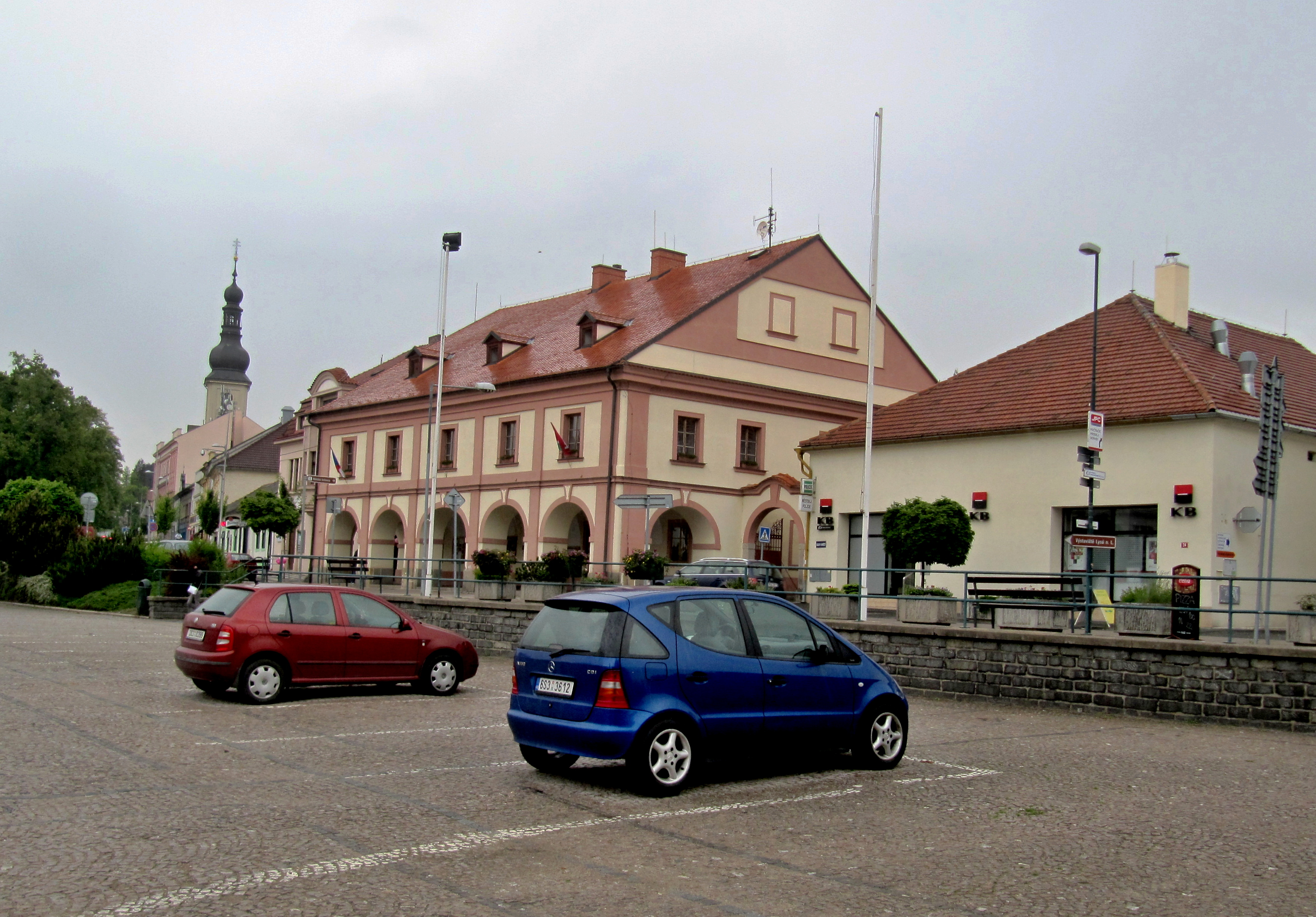
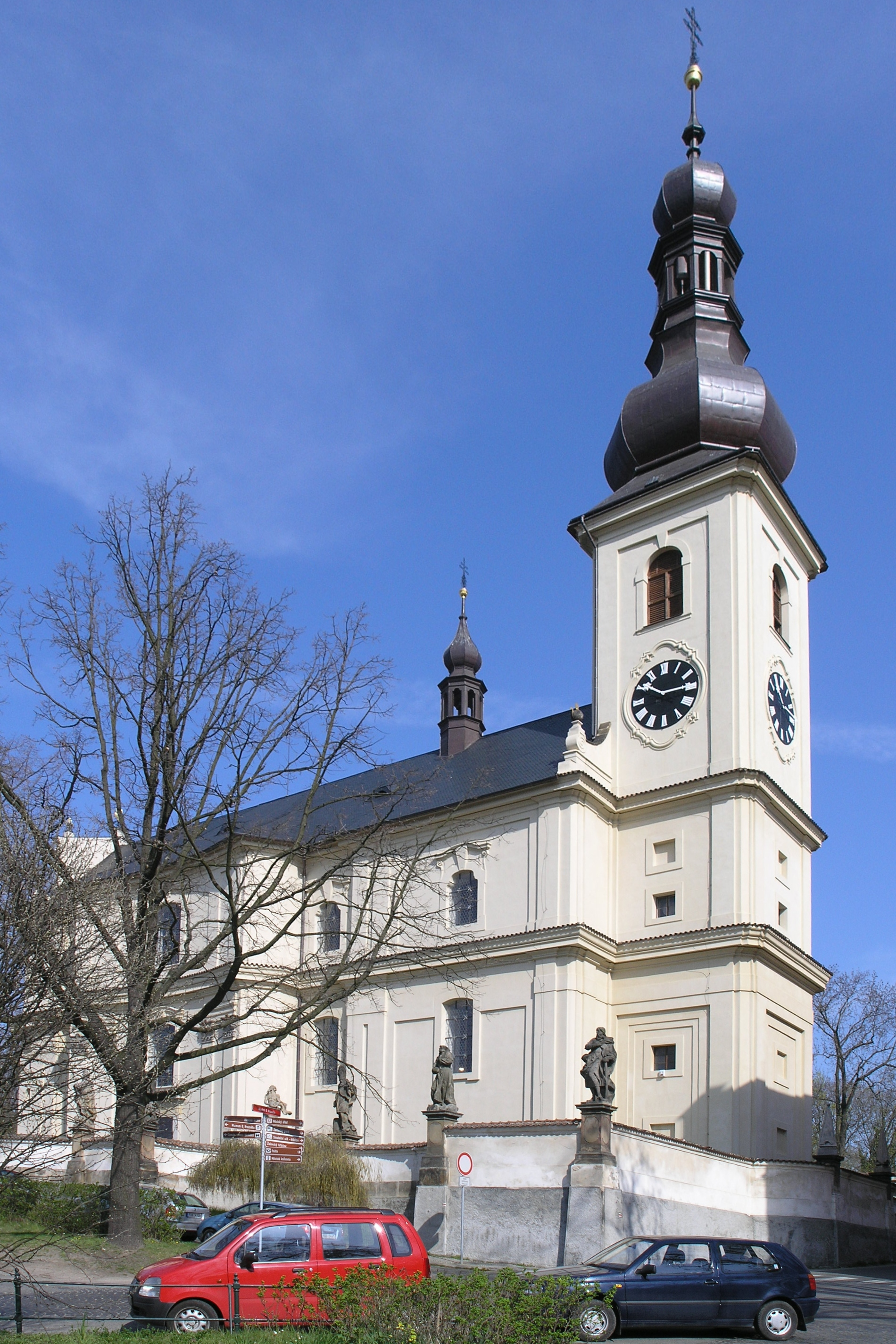
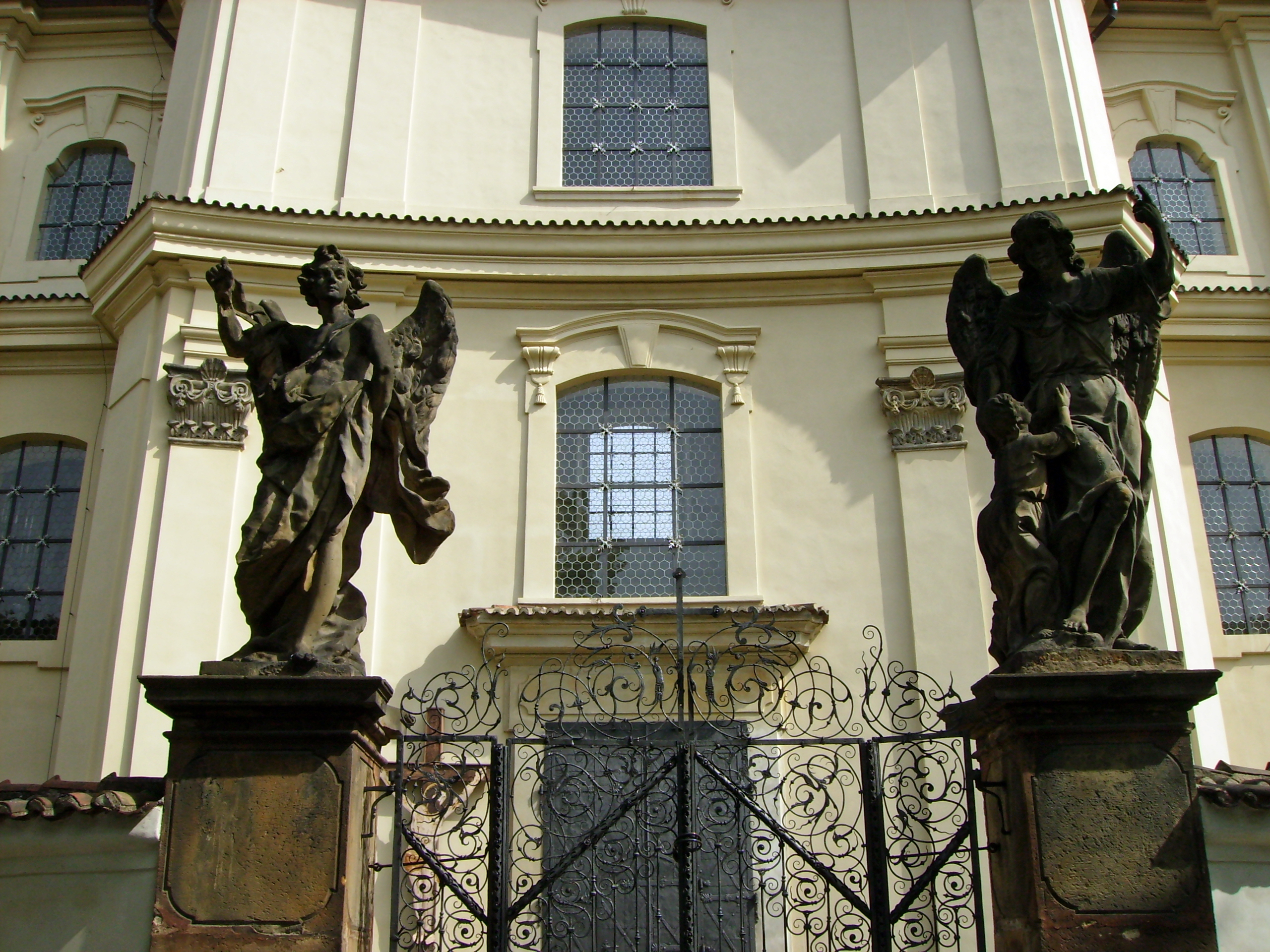
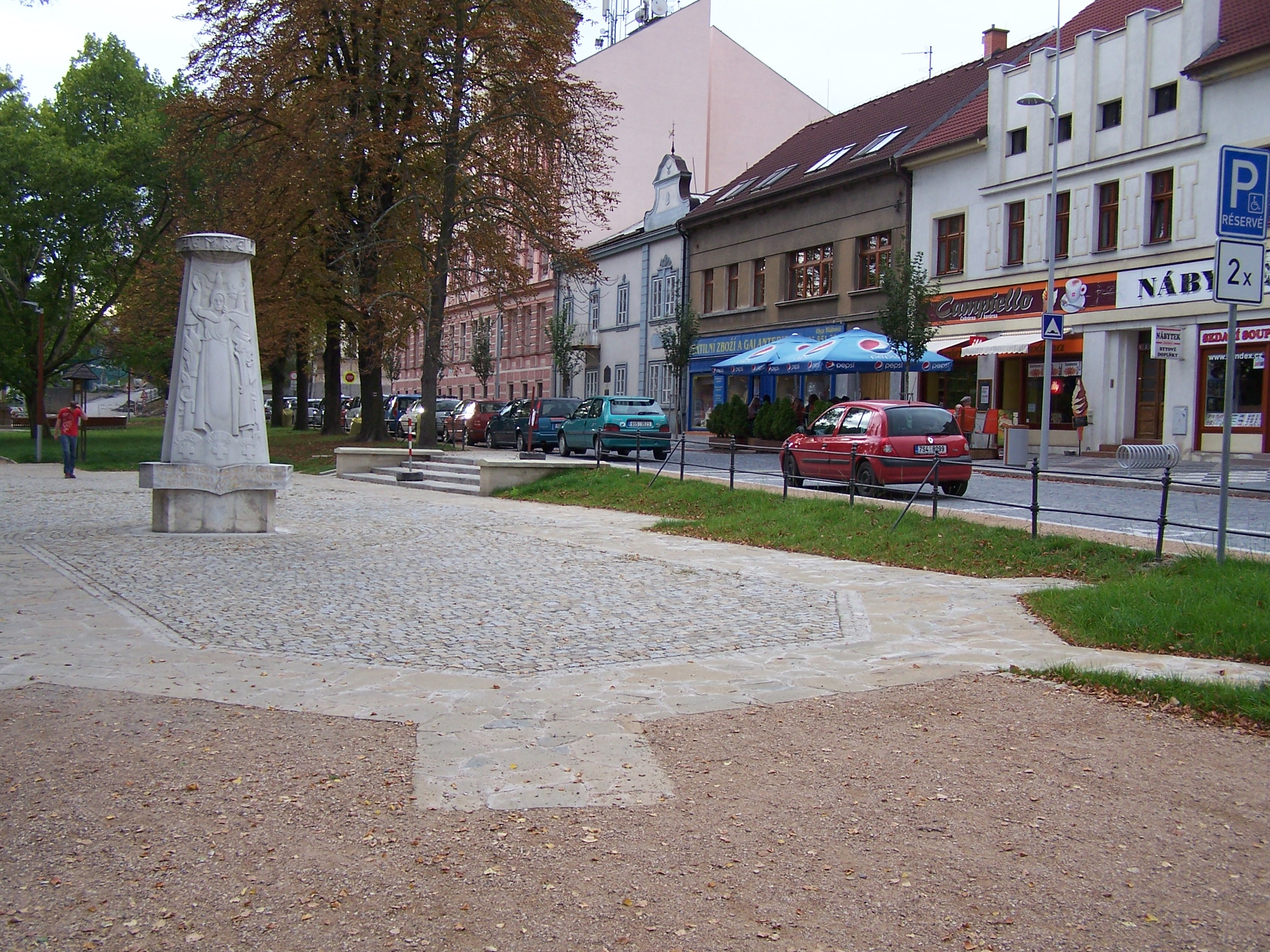